# إيدي باركر (نحاتة)
إيدي باركر هي نحّاتة كندية، ولدت في 1956.